# Stefan Maierhofer
Stefan Maierfoher (Gablitz, 16 de agosto de 1982) es un exfutbolista y jugador de fútbol americano austríaco. Juega de pateador y su actual equipo son los Vienna Vikings de la Austrian Football League y la European League of Football.

## Trayectoria con los clubes
Maierhofer se formó como cocinero en un restaurante. El alto delantero ficha por el equipo de reservas del Bayern Munich del club de Austria SV Langenrohr en julio de 2005, y firma un contrato profesional un año después, eventualmente haciendo 2 apariciones en la Bundesliga como suplente, durante la temporada 2006-07. En las dos temporadas con el equipo de reservas del Bayern Munich ha marcado 21 goles en 42 apariciones en la Regionalliga y fue el máximo goleador del equipo en ambas temporadas. 
En enero del 2007, Maierhofer se va al TuS Koblenz de la  2. Bundesliga hasta el final de temporada, marcando 13 goles en 14 apariciones en la liga. En julio de 2007 firma un contrato de 2 años con otro equipo de la división, el SpVgg Greuther Fürth, pero el club le cede 6 meses en el club de la Bundesliga austriaca, Rapid Viena en enero de 2008.
Él ayuda al Rapid en la consecución del título en 2008, después de marcar 7 goles en 11 partidos de liga para el club, incluyendo dobletes en la victoria del derby 2-0 y 7-0 contra los rivales por el título, Red Bull Salzburg. Por las consecuencias, Rapid decidió hacer un acuerdo permanente y firmar un contrato de 3 años de duración.
En la temporada 2008-2009, consigue su mejor registro de goles, consiguiendo marcar 27 goles, incluyendo 2 en la clasificación para la Champions , ayudando al club a llegar al final de la liga subcampeones. 
Él ficha por el recién ascendido club de la Premier League Wolverhampton Wanderers Football Club en un contrato de 3 años cobrando una cifra no divulgada de 1,8 millones de libras en el 31 de agosto de 2009. Marcó en su debut en la victoria por 3-1 frente al Blackburn Rovers. Se lesionó de la hernia y que le dejó varios meses fuera de los terrenos de juego y en la recuperación de forma ya no estaba en los Wolverhampton Wanderers. Fue enviado un mes cedido en el campeonato del club Bristol City, pero falla en hacer impacto.
Durante el verano de 2010 le dijeron que ya no formaba parte de los planes del entrenador de los  Wolves, Mick McCarthy y en lugar fue cedido al club de la 2. Bundesliga MSV Duisburgo para una temporada.

## Selección nacional
Ha sido internacional con la selección de fútbol de Austria con la que ha jugado 19 partidos internacionales y ha anotado un gol.

## Clubes
| Club                          | País       | Año       |
| ----------------------------- | ---------- | --------- |
| First Vienna F. C.            | Austria    | 2002-2003 |
| SV Langenrohr                 | Austria    | 2003-2005 |
| Bayern de Múnich II           | Alemania   | 2005-2007 |
| TuS Koblenz                   | Alemania   | 2007      |
| SpVgg Greuther Fürth          | Alemania   | 2007-2008 |
| Rapid Viena                   | Austria    | 2008-2009 |
| Wolverhampton Wanderers F. C. | Inglaterra | 2009-2011 |
| Bristol City F. C. (cedido)   | Inglaterra | 2010      |
| MSV Duisburgo (cedido)        | Alemania   | 2010-2011 |
| Red Bull Salzburgo            | Austria    | 2011-2013 |
| 1. F. C. Colonia              | Alemania   | 2013      |
| Millwall F. C.                | Inglaterra | 2014      |
| SC Wiener Neustadt            | Austria    | 2014-2015 |
| Millwall F. C.                | Inglaterra | 2015      |
| F. K. A. S. Trenčín           | Eslovaquia | 2016      |
| SV Mattersburgo               | Austria    | 2017-2018 |
| F. C. Aarau                   | Suiza      | 2018-2020 |
| WSG Tirol                     | Austria    | 2020      |
| F. C. Admira Wacker           | Austria    | 2020      |
| Würzburger Kickers            | Alemania   | 2021-     |

## Palmarés

### Campeonatos nacionales
| Título                | Club        | País    | Año  |
| --------------------- | ----------- | ------- | ---- |
| Bundesliga de Austria | Rapid Viena | Austria | 2008 |